# 郑州无轨电车
郑州无轨电车系统是中国河南省郑州市内公共交通的组成部分，原有系统于1979年5月1日开通运营，2010年1月2日随着104路改由汽车运营而关闭，最多时曾拥有5条无轨电车线路。
2021年1月1日，配车采用宇通ZK5125C型双源无轨电车的郑州快速公交B2路区间开通运营，标志着无轨电车时隔11年后重新开始在郑州市进行商业运营。

## 历史

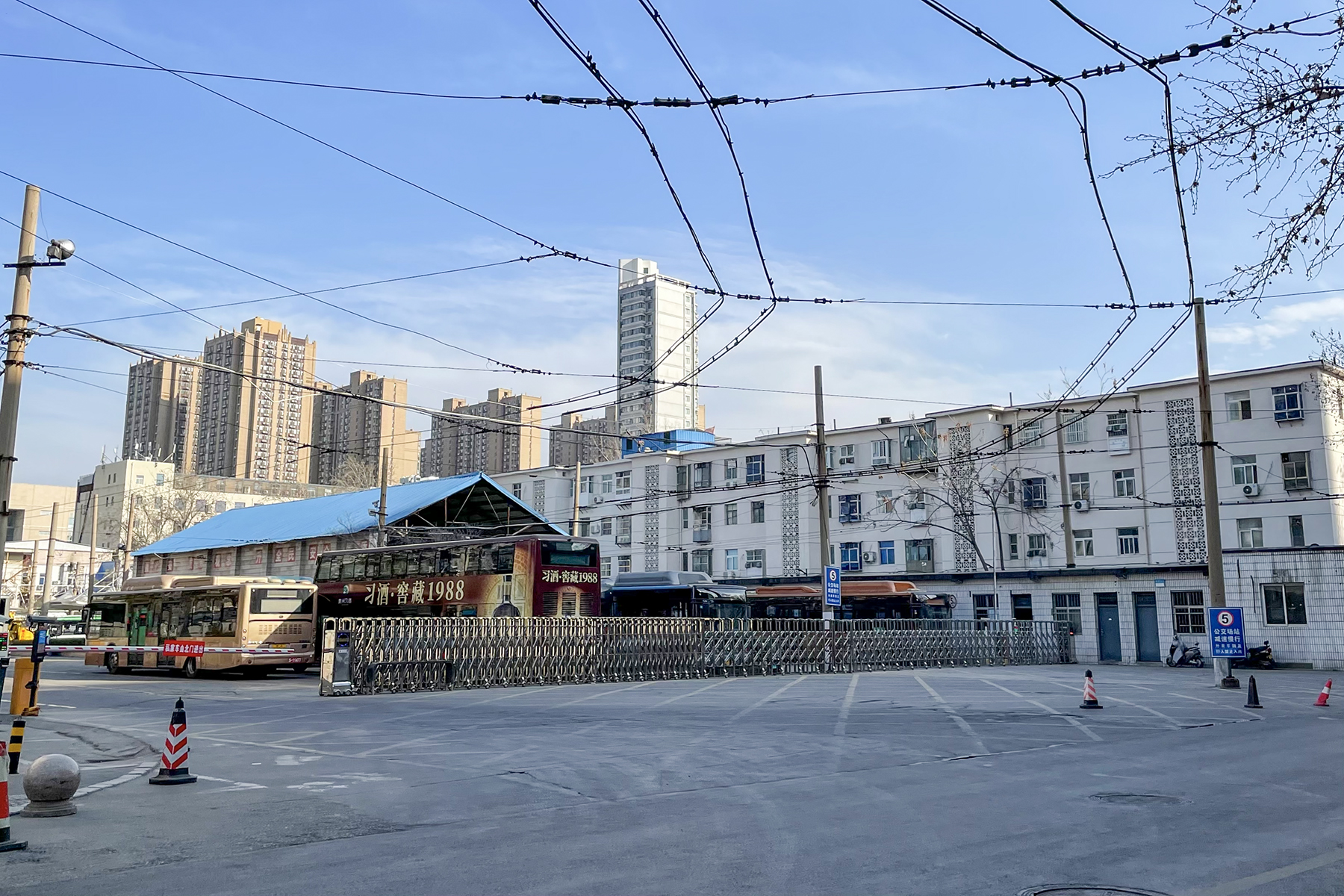
位于纬五路东段的原郑州市电车公司（郑州公交集团第四运营公司的前身），仍可见郑州电车原有系统的线网

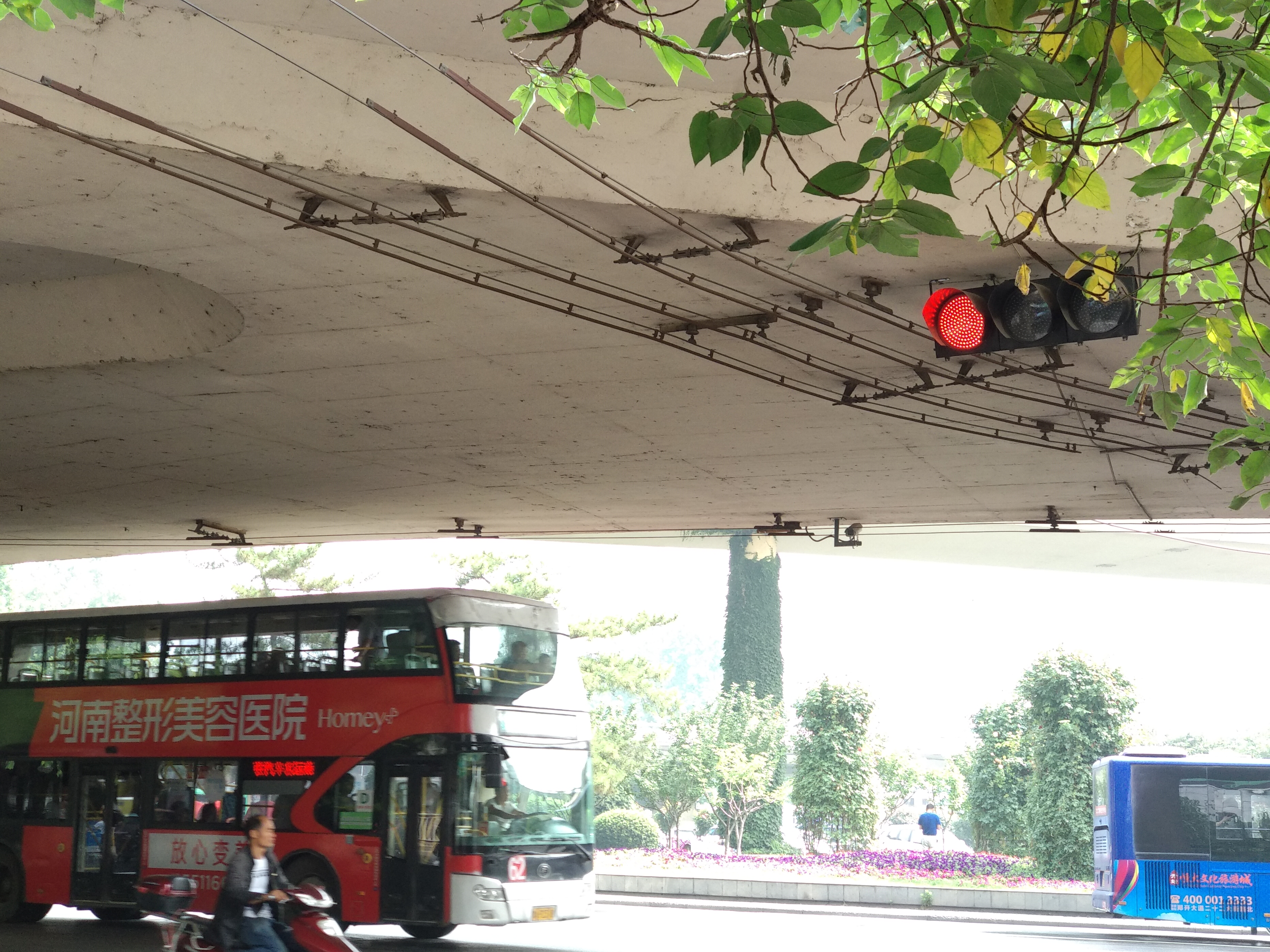
紫荆山立交桥下的无轨电车线网，已于2019年拆除

### 初期发展
1978年，郑州市筹建无轨电车。首期工程总投资697.2万元，在纬五路49号建电车调度停车场一座（现电车公司公交场站），在京广北路28号成立供电所，下设电车线路队和2个整流站。购置上海产SK561G型铰接电车20辆，架设线网3.3公里。在北京、上海、杭州、武汉等城市组成的援郑电车工程技术顾问组的指导下，101路电车于1979年5月1日正式通车营运，由省人民医院至郑棉六厂，全长12.7公里，当时票价0.20元，由郑州市电车公司运营。1980年10月1日，102路电车开通，从火车站至电缆厂招待所，全长7公里，票价0.15元，使用上海牌SK561G型铰接无轨电车。1981年7月1日，102路向东延伸至省人民医院。1982年7月，101路与102路均向东延伸至省肿瘤医院。

### 拓展新线
1984年9月1日，103路开通，由紫荆山开往电缆厂招待所。1988年4月1日，102路调整为由电器厂发车，运行区间为电器厂-火车站。原102路线路东段，即火车站-省肿瘤医院段，改称105路。同时开通104路电车，从紫荆山经金水路、建设路至郑棉六厂，全长8公里，票价0.30元。此时，郑州无轨电车系统进入鼎盛时期，由5条线路组成。

### 逐步改汽

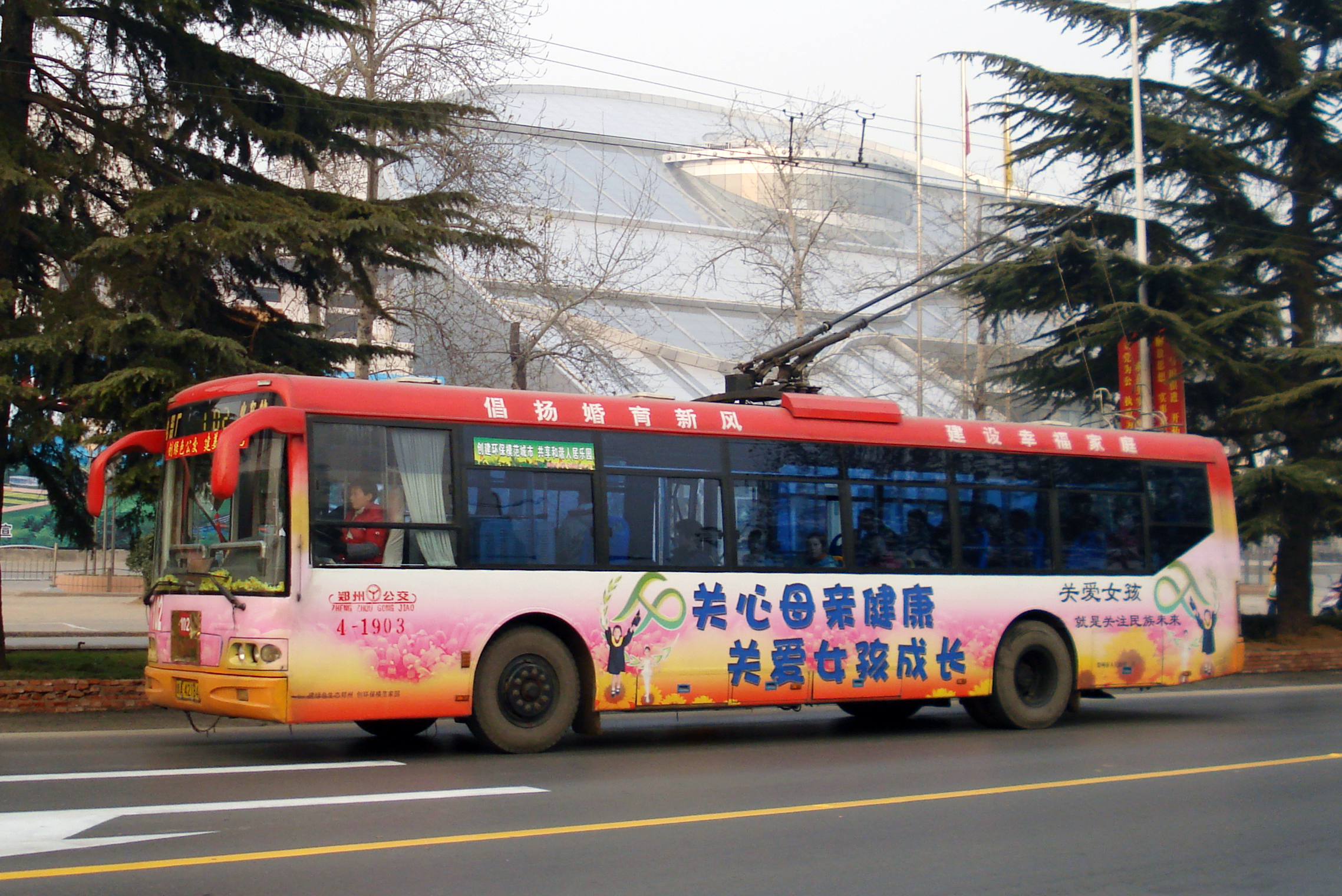
2006年，102路的申沃SWB5115GP-3型无轨电车运行于中原路

2000年以后，郑州无轨电车开始逐步改为汽车运营，103路和105路于2001年改由汽车运行。2009年起，受郑州地铁1号线施工影响，郑州无轨电车陆续暂停运营，101西线、101东线以及102路在2009年9月均改由汽车运营。2010年1月2日晚九点，在紫荆山举办“郑州公交电车暂停 汽车替代运营交接仪式”后，104路开出郑州公交最后一班无轨电车，很多市民及电车迷专程前来乘坐。2019年6月起，郑州原有的无轨电车线网逐步拆除，意味着原101-105路无轨电车线路将难以再恢复无轨电车运营。

### 电车重现

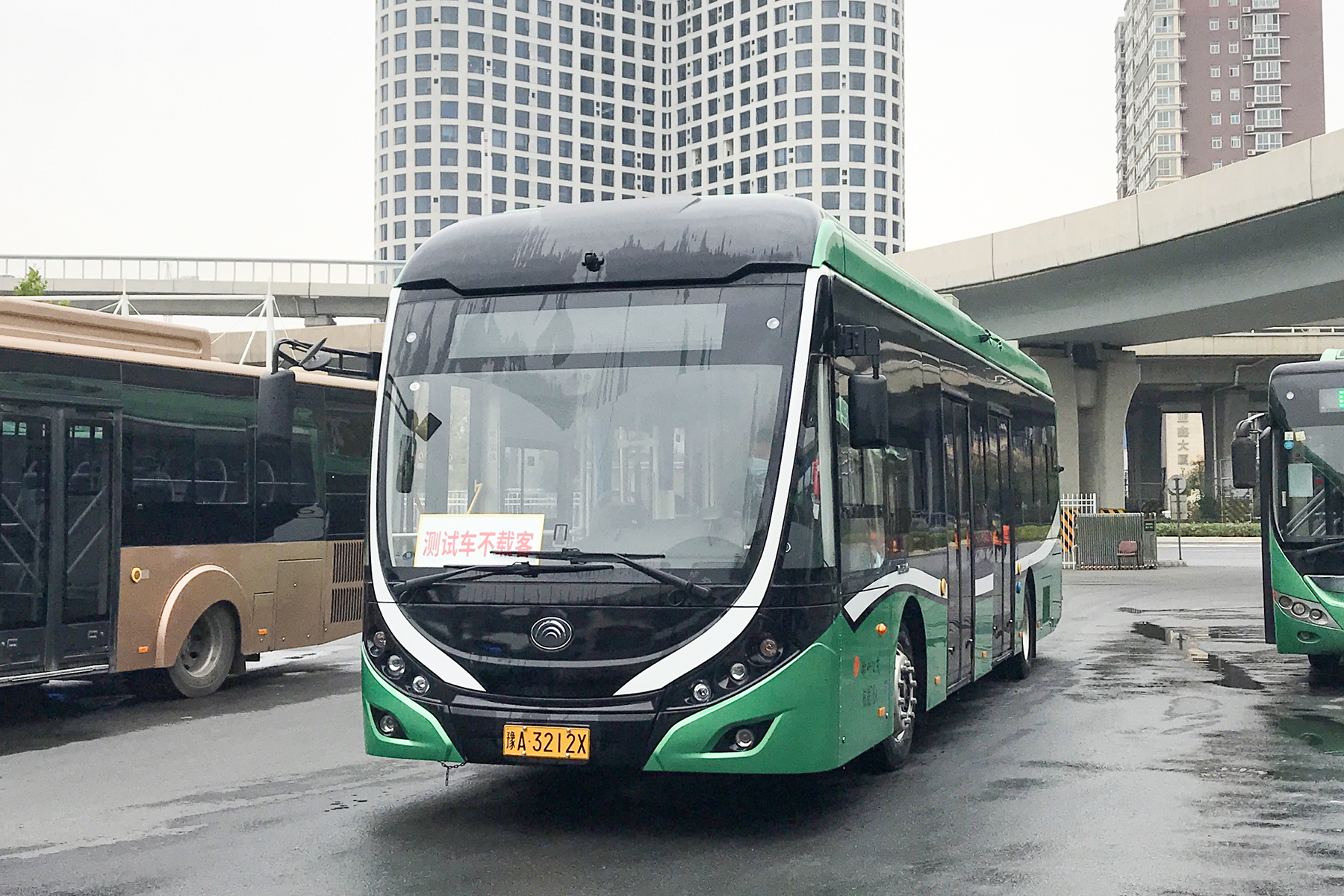
2020年10月，测试中的宇通ZK5125C型双源无轨电车

2019年，农业快速路高架桥下开始兴建新的无轨电车系统，为郑州快速公交的组成部分。2020年10月26日起，农业路无轨电车系统开始测试，并于2021年1月1日起以B2路区间的名称开始运营，无轨电车在停运11年后，重新开始在郑州市进行载客运营。2021年3月20日，B2路区间调整为B2路主线。

## 线路
郑州无轨电车最多时由5条线路组成，原无轨电车系统的线路（101路-105路）在2001-2010年间均改由汽车运营。目前则有1条线路采用无轨电车运营。

### 原有系统（1979年-2010年）
| 线路  | 开通日期      | 现状                                                                                         |
| ----- | ------------- | -------------------------------------------------------------------------------------------- |
| 101路 | 1979年5月1日  | 2008年分拆为101东线（现101路）与101西线（后改为108路，2023年9月线路撤销） 2009年改为汽车运行 |
| 102路 | 1980年10月1日 | 2009年改为汽车运行，2023年10月改为G102路                                                     |
| 103路 | 1984年9月1日  | 2001年改为汽车运行，2023年9月线路撤销                                                        |
| 104路 | 1988年4月1日  | 2010年改为汽车运行                                                                           |
| 105路 | 1988年4月1日  | 2001年改线，并改为汽车运行，线路现已撤销                                                     |

### 现有系统（2021年至今）
| 线路 | 开通日期                       | 现状   |
| ---- | ------------------------------ | ------ |
| B2路 | 2021年1月1日（以B2路区间名义） | 运营中 |

## 使用车辆
郑州无轨电车在运营初期的主力车型为上海牌SK561G或SK561GF型铰接无轨电车，该车型自1979年郑州无轨电车系统开通时即投入服务，最终于21世纪初才最终除役。当时不同线路配属的铰接电车拥有不同的涂装，101路电车采用橘色腰线，102路为蓝色腰线，103路则为绿色腰线。
1992年，一批上海牌SK5102GP型单机电车投入105路运行，该车型于2001年105路改由汽车运营后转入101路，直至2007年退役。90年代后期，上海牌SK5105GP型单机电车开始于104路运行，至2001年转入101路。1999年初，郑州公交拥有电车103辆，承担市区1/5的客流量，但车龄普遍较老，开通之初的上海SK561G铰接电车仍在超期服役。同年，随着沈阳无轨电车的全部停运，郑州公交引进一批原服役于沈阳的沈凤牌无轨电车。其中SY-D71C型为车龄较高的铰接电车，短暂服役于101路及104路后于2000年代初期除役。车龄相对较新的SYWG100型单机电车服役于101路，于2005年-2009年间除役。
2001年底，郑州公交引进23台申沃SWB5115GP-3型电车，并于2002年起于102路服役，直至2009年102路改由汽车运行后封存退役。2003年至2005年，郑州无轨电车新引进的车型均为扬子江生产。2003年，15台WGD61U型电车投入104路，2004年底，又有5台WGD68U型电车投入104路。2005年，15台WGD68U型电车投入101路。随着2009年-2010年间101路东线、101路西线及104路先后改由汽车运行，扬子江电车亦随之封存退役。
2019年，随着农业路快速公交无轨电车的实施，郑州公交购入50台宇通ZK5125C型双源无轨电车。该款车于2020年加入郑州公交车队，并于2021年1月1日起于郑州快速公交B2路区间投入运营。
| 车型                | 引进时间     | 退役时间     |
| ------------------- | ------------ | ------------ |
| 上海SK541           | 1979年       | 不详         |
| 上海SK561G、SK561GF | 1979年       | 2001年       |
| 新乡牌单机电车      | 不详         | 2000年代初期 |
| 上海SK5102GP        | 1992年       | 2007年       |
| 上海SK5105GP        | 1990年代后期 | 2009年       |
| 沈阳SY-D71C         | 1999年       | 2000年代初期 |
| 沈凤SYWG100         | 1999年       | 2009年       |
| 申沃SWB5115GP-3     | 2001年       | 2010年       |
| 扬子江WGD61U        | 2003年       | 2010年       |
| 扬子江WGD68U        | 2004-2005年  | 2010年       |
| 宇通ZK5125C         | 2020年       | --           |